# アンリ・プリヴァ＝リヴモン

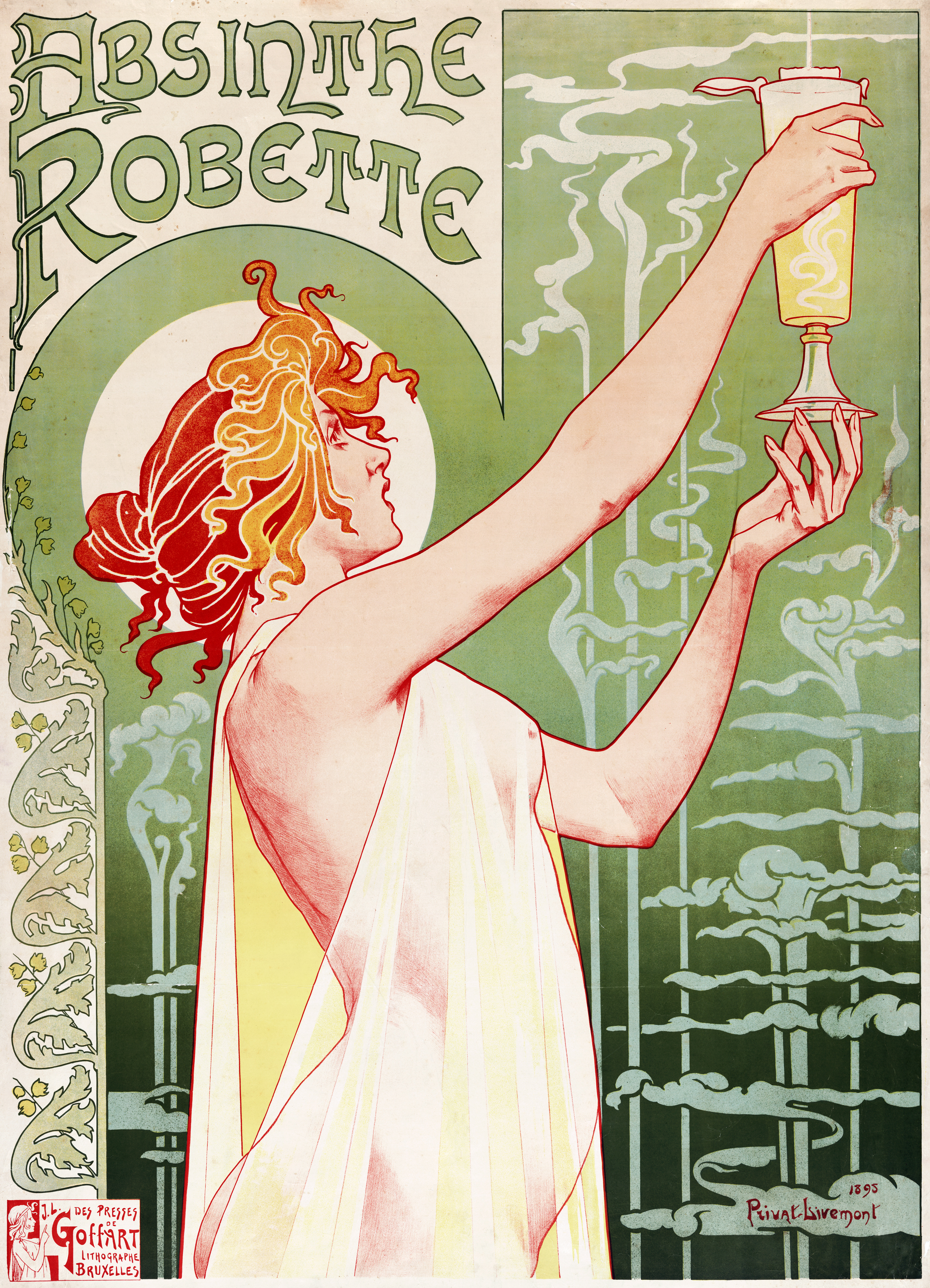
プリヴァ＝リヴモン『アブサン・ロベット』の広告ポスター

アンリ・プリヴァ＝リヴモン（Henri Privat-Livemont, 1861年10月9日 - 1936年）はベルギーの画家。本名はアンリ・プリヴァ・アントワーヌ・テオドール・リヴモン（Henri Privat Antoine Théodore Livemont）で、T・プリヴァ＝リヴモン（T. Privat-Livemont）とも表記される。アール・ヌーヴォーのポスターで有名。
プリヴァ＝リヴモンはブリュッセルのスカールベーク（Schaerbeek）の生まれ。ブリュッセルのサン＝ジョス＝タン＝ノード（Saint-Josse-ten-Noode）のアカデミーでLouis Hendrickxについて学んだ（いくつかの受賞もした）後、パリに行き、1883年から1889年まで、Lemaire, Lavastre & Duvignaudのスタジオで修行。Lemaireと共に劇場やパリ市役所の装飾を手掛けた。
象徴主義の画家として、早い時期（1896年）からアール・ヌーヴォーを試みた。多数のポスター（受賞したものも多い）から、「ベルギーのミュシャ」と目された。
後にブリュッセルに戻り、建築家アンリ・ジャコブ（Henri Jacobs）と共同で、ブリュセルの公立・私立の学校のファサードを手掛けた。その中でも l'école Jospahat のズグラッフィートが出色の出来である。
プリヴァ＝リヴモンの最初の妻、マドレーヌ・ブラウンとは、パリで知り合い、絵のモデルを勤めた。細長いシルエットの女性がそうである。
プリヴァ＝リヴモンの作品は多くが無駄を省かれ洗練されている。

## 作品

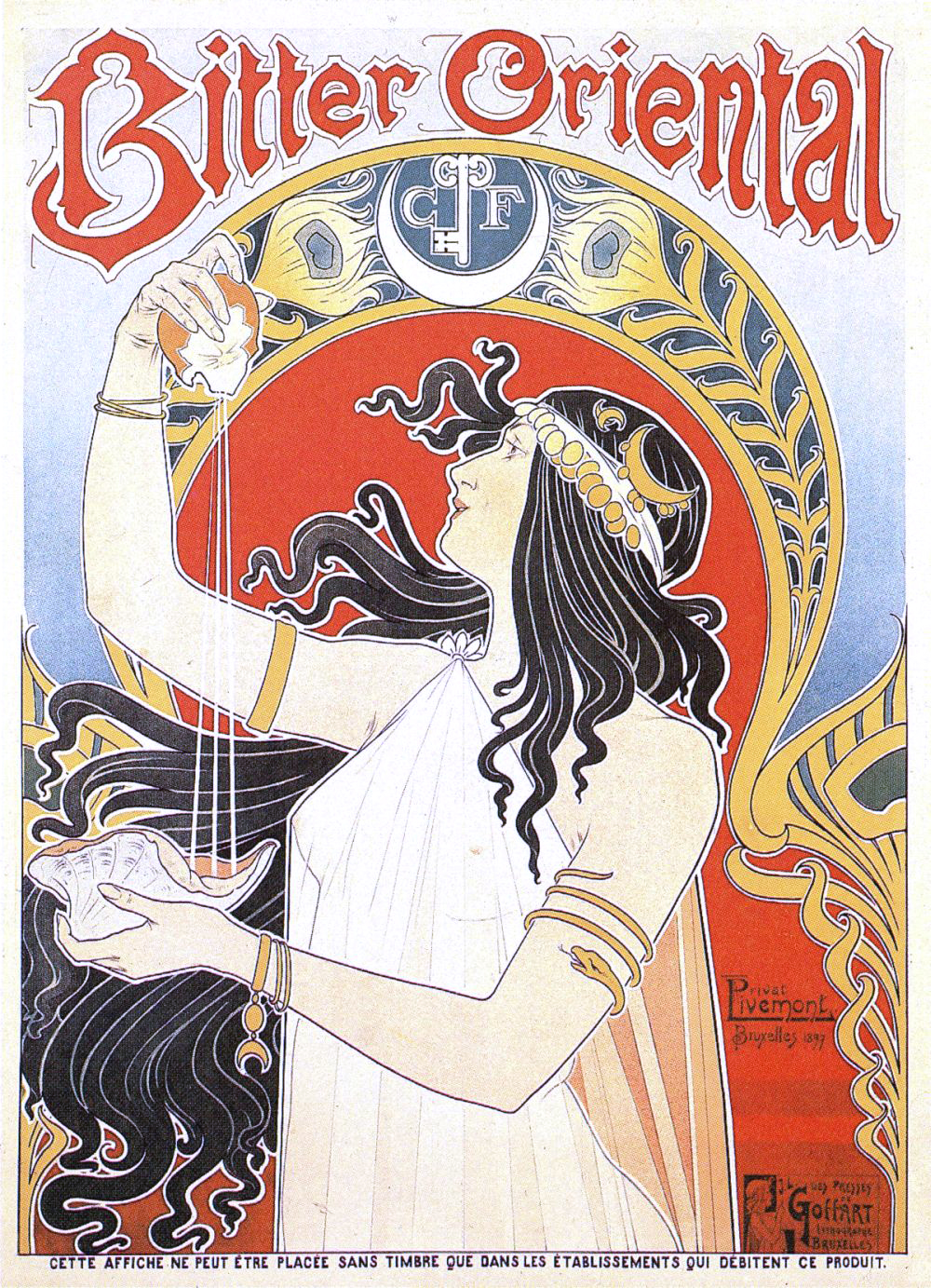
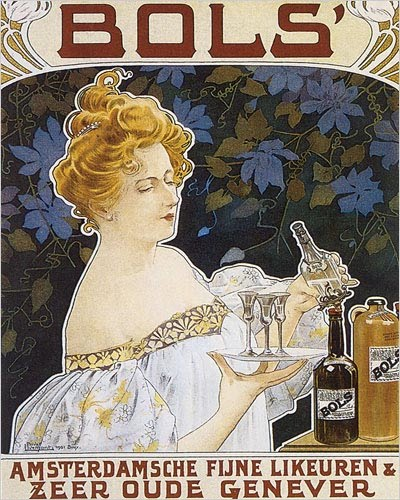
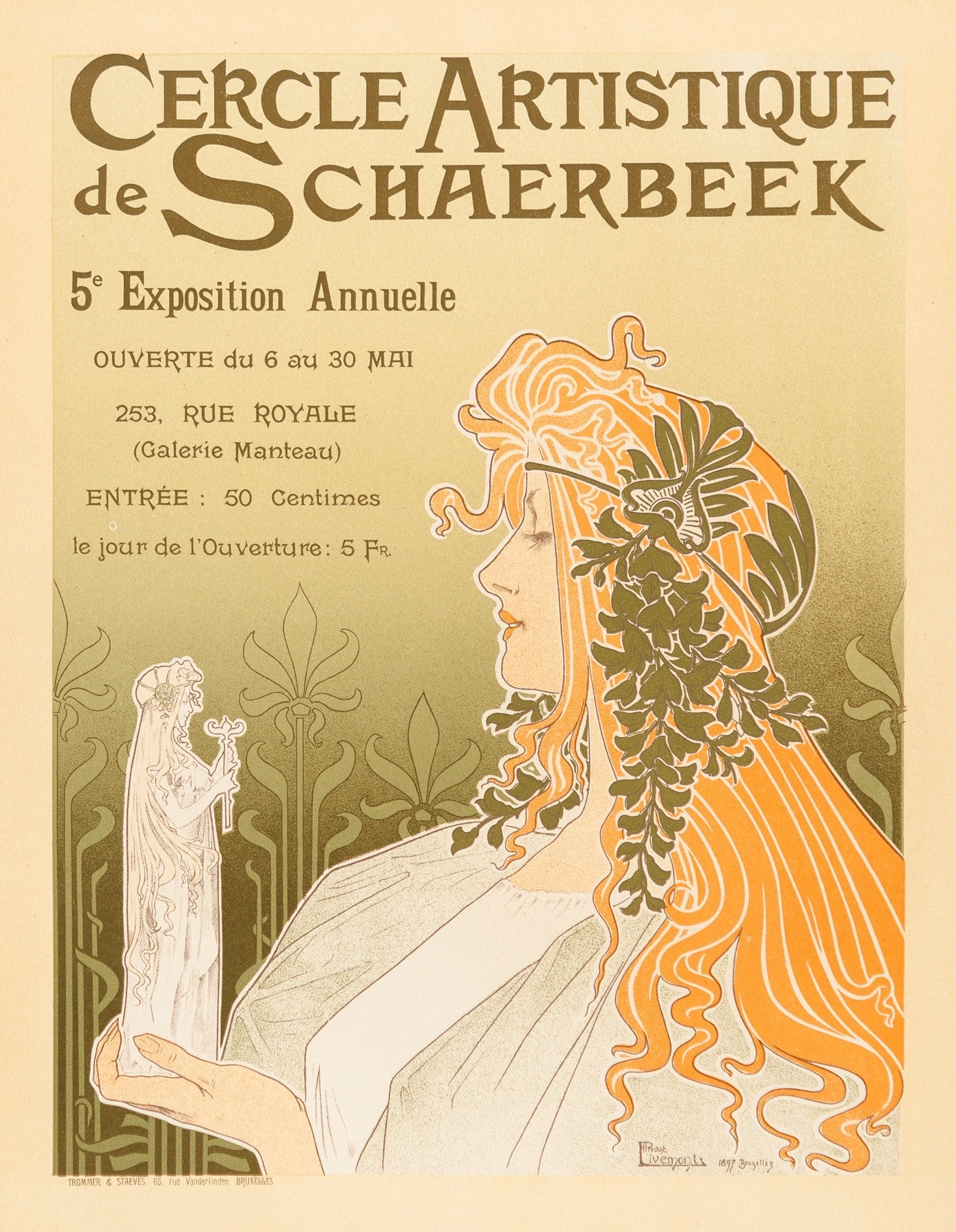